# Today's Empires, Tomorrow's Ashes
Today's Empires, Tomorrow's Ashes è un album del gruppo hardcore punk canadese Propagandhi, pubblicato il 6 febbraio 2001 dalla Fat Wreck Chords e dalla G7 Welcoming Committee.

## Tracce
1. Mate Ka Moris Ukun Rasik An - 3:03
2. Fuck the Border - 1:31
3. Today's Empires, Tomorrow's Ashes - 2:37
4. Back to the Motor League - 2:40 (mp3)
5. Natural Disasters - 2:04
6. With Friends Like These, Who the Fuck Needs COINTELPRO? - 3:23
7. Albright Monument, Baghdad - 2:27
8. Ordinary People Do Fucked-Up Things When Fucked-Up Things Become Ordinary - 2:17
9. Ladies' Nite in Loserville - 1:45
10. Ego Fum Papa (I Am the Pope) - 1:38
11. New Homes for Idle Hands - 1:44
12. Bullshit Politicians - 1:33
13. March of the Crabs - 1:56
14. Purina Hall of Fame - 4:43

## Formazione
- Chris Hannah - chitarra, voce
- Jord Samolesky - batteria
- Todd Kowalski - basso, voce secondaria

### Crediti[2]
- Bruce - ingegneria del suono
- Lawrence Ferlinghetti - copertina
- Ryan Greene - produzione, ingegneria del suono, missaggio
- Propagandhi - produzione
- Jon Schledewitz - fotografia
- Eddy Schreyer - masterizzazione

## Classifiche
| Classifica      | Posizione | Settimane | Note  |
| --------------- | --------- | --------- | ----- |
| Heatseekers     | 18        | 2         | [ 4 ] |
| Top Independent | 12        | 3         | [ 5 ] |